# Roquettea
Roquettea is een geslacht van hooiwagens uit de familie Cosmetidae.
De wetenschappelijke naam Roquettea is voor het eerst geldig gepubliceerd door Mello-Leitão in 1931. 

## Soorten
Roquettea is monotypisch en omvat slechts de volgende soort:
- Roquettea singularis